# Die Chroniken von Narnia: Die Reise auf der Morgenröte
Der im Jahr 2010 produzierte Fantasyfilm Die Chroniken von Narnia: Die Reise auf der Morgenröte ist nach den Filmen Der König von Narnia (2005) und Prinz Kaspian von Narnia (2008) der dritte Teil der Filmreihe Die Chroniken von Narnia und basiert auf dem gleichnamigen Roman der gleichnamigen Buchreihe des britischen Schriftstellers C. S. Lewis. Er kam am 10. Dezember 2010 in die US-amerikanischen Kinos und kam sowohl im traditionellen 2D als auch in konvertiertem 3D-Format zur Aufführung. In den deutschsprachigen Kinos lief er am 16. Dezember 2010 an.

## Handlung
Drei narnianische Jahre nach ihrem letzten Abenteuer gelangen Lucy und Edmund Pevensie zusammen mit ihrem verwöhnten Cousin Eustachius Knilch durch ein Gemälde im Haus ihres Onkels, das ein Schiff zeigt, in das Königreich Narnia. Sie landen auf eben jenem Schiff, der Morgenröte, das unter dem Kommando von König Kaspian X. steht. Er ist aufgebrochen, um sieben Lords, die einst von seinem Onkel Miraz vom Königshof auf die Einsamen Inseln verbannt wurden, zurückzuholen. Dabei sollen ihm nun Königin Lucy und König Edmund helfen – allerdings nörgelt der nicht an Magie glaubende Eustachius herum und will mit den anderen nichts zu tun haben.
Auf den Einsamen Inseln angekommen müssen sie sich zunächst gegen skrupellose Sklavenhändler zur Wehr setzen. Sie treffen dort auf Lord Bern. Er erzählt, dass die Sklavenhändler willkürlich die Bevölkerung der Inseln entführen, um sie dem mysteriösen grünen Nebel auszuliefern. Dieser taucht aus der See auf und die Menschen in den Booten, die er umschließt, verschwinden spurlos. Nachdem die Narnianen die Sklavenhändler bezwungen haben, machen sie sich mit Rhince, dessen Ehefrau Alane vom Nebel entführt wurde, und seiner Tochter Gael auf, um – neben ihrer eigentlichen Mission – die im Nebel verschwundenen Inselbewohner zu suchen. Zum Abschied schenkt Lord Bern Kaspian sein Schwert, welcher das Schwert wiederum an Edmund weiterreicht.
Als sie auf eine weitere Insel gelangen, auf der der Magier Koriakin herrscht, wird Lucy von einer Schar unsichtbarer Tölpelbeiner entführt. Diese verlangen von ihr, dass sie in ein ebenfalls unsichtbares Haus schleicht, wo ein Buch der Zaubersprüche liegt; die Tölpelbeiner können nicht lesen. In dem Buch steht auch der Spruch, der sie wieder sichtbar machen wird. Lucy tut wie von ihr gewünscht, während die Schiffsleute ihr Fehlen bemerken. Auf ihrer Suche findet die Besatzung die Tölpelbeiner vor. Lucy hat inzwischen den Zauberer getroffen, der erklärt, dass er die Tölpelbeiner unsichtbar gemacht hat, um sie vor dem Nebel zu schützen. Er erklärt den Narnianen auch, dass sie in den Osten segeln müssten, um dort auf Aslans Tafel die sieben Schwerter der sieben Lords zu legen und die dunkle Magie auf der dunklen Insel, also den grünen Nebel, zu vernichten. Das erste dieser Schwerter, von Lord Bern, besitzen sie bereits.
Daher segeln sie weiter nach Osten und gelangen dabei in einen Sturm. Kapitän Drinian will zwar zurückkehren, jedoch besteht Kaspian darauf, die Mission nicht zu beenden. Dabei kommt der grüne Nebel auch auf die Morgenröte und spielt mit dem Verstand der Besatzung: So wünscht sich beispielsweise Lucy, dass sie so aussähe wie ihre Schwester, weil sie meint, dass diese schöner sei.
Nachdem der Sturm aufgehört hat, kommen sie auf eine weitere mysteriöse Insel, auf der sich eine Quelle mit magischen Wasser befindet, das alles, was es benetzt, in Gold verwandelt. Auf dem Grund der Quelle finden sie einen der sieben Lords und entnehmen ihm sein Schwert, das, trotz der Berührung mit dem Wasser nicht in Gold verwandelt wurde. Auf dieser Insel werden allerdings Edmund und Kaspian Opfer des grünen Nebels, so dass es zwischen beiden zu einem Streit um Macht kommt. Die Quelle und der große Goldschatz der Insel werden von einem Drachen bewacht. Als Eustachius den von dem Drachen bewachten Schatz findet und Teile davon an sich nimmt, zieht er damit den Fluch des Drachen auf sich. Auf diese Weise wird er selbst zum Drachen. Eustachius entführt Edmund, um ihm zu zeigen, wer er ist. Eustachius versteht nun, dass er die anderen braucht. Gemeinsam reist die Gruppe weiter nach Osten.
Weiter im Osten, auf der Insel des Sterns angekommen, finden sie drei weitere Lords im ewigen Schlaf an Aslans Tafel. Dadurch kann die Besatzung der Morgenröte sechs Schwerter auf den Tisch legen. Auf dieses Ereignis hin steigt die Tochter eines Sterns mit dem Namen Lilliandil vom Himmel und sagt ihnen, dass das letzte Schwert und die Quelle des Nebels auf der dunklen Insel lägen. Die Narnianen reisen dorthin und treffen dort auf den siebten Lord mit dem letzten Schwert, der ihnen erklärt, dass die Insel Albträume wahr machen würde. So erklärt sich, dass Edmund zuvor den Geist der weißen Hexe Jadis vorbeifliegen sah. Als er allerdings an eine Riesenseeschlange denkt, wird sie real und greift das Schiff an. Im Kampf wird Eustachius – als Drache – beinahe tödlich verletzt. Es gelingt ihm noch, mit dem siebten Schwert zur Insel des Sterns zurückzufliegen. Nachdem er von Aslan geheilt und zum Menschen zurückverwandelt wurde, legt er das letzte Schwert auf die Tafel. Somit ist der Bann der dunklen Insel und des grünen Nebels gebrochen. Edmund kann die Riesenseeschlange töten. Auch die vom grünen Nebel Verschleppten werden befreit, unter ihnen Alane. Die Narnianen beschließen, da sie bereits so weit nach Osten gekommen sind, weiter zu Aslans Land zu reisen.
An der Grenze zu Aslans Land, einer riesigen Wand aus Wasser, treffen sie auf Aslan selbst. Als Kaspian diesen fragt, ob er in sein Land könne, überlässt Aslan ihm die Entscheidung, weist jedoch darauf hin, dass, wer ein Mal in seinem Land sei, nicht mehr zurückkehren könne. Somit entscheidet Kaspian sich, noch nicht in Aslans Land zu gehen, sondern nach Narnia zurückzukehren. Allerdings beschließt die mitgereiste Maus Riepischiep, hineinzugehen. Aslan öffnet andererseits für Lucy, Edmund und Eustachius ein Portal in ihre Welt, weist zum Abschied jedoch darauf hin, dass nach Peter und Susan nun auch Edmund und Lucy nicht mehr nach Narnia zurückkehren würden, für Eustachius lässt er diese Frage offen. Alle drei gehen durch das Portal und finden sich im Hause ihres Onkels wieder, wo Jill Pole zu Besuch kommt. In einer abschließenden Szene wird gezeigt, wie die Morgenröte auf dem Bild zurückfährt.

## Unterschiede zum Buch
Der Film enthält viele Unterschiede zur Vorlage Lewis’. Hier die wesentlichen Abweichungen:
- Im Buch wird König Kaspian als ein Junge mit goldenen Haaren[3] beschrieben. Im Film aber ist er ein erwachsener Mann mit dunklem Haar.
- Im Buch besteht die Mannschaft der Morgenröte nur aus Menschen. Das einzige nicht menschliche Besatzungsmitglied ist Riepischiep, die Maus. Im Film zählen allerdings noch die zwei Minotauren Tavros und Jemain, der alte Satyr Caprius, zwei Faune und mehrere Zwerge zur Besatzung.
- Der größte Unterschied liegt in der Geschichte selbst. Im Buch hat sich Kaspian entschieden, das Schicksal der sieben Lords zu erkunden. Der grüne Nebel und die sieben Schwerter, die Narnia beschützen, kommen im Buch nicht vor. Die Mission, die Schwerter zu Aslans Tisch zu bringen, findet sich also nur im Film.
- Die Reihenfolge der Inseln ist geändert.
- Dracheninsel und Todeswasserinsel wurden im Film zu einer Insel zusammengelegt. Der See mit dem Goldwasser liegt im Buch oberirdisch und nicht unterirdisch.
- Eustachius verwandelt sich im Film in einen Drachen, nachdem er den Drachenschatz berührt hat. Im Buch verbringt er zunächst eine Nacht in der Drachenhöhle und entdeckt seine Verwandlung erst, nachdem er wieder erwacht. Die Vegetation der Dracheninsel ist karg statt grün. Auch wird Edmund im Buch nicht von Eustachius gepackt und Eustachius enthüllt nicht seine Identität.
- Im Buch wird Eustachius noch auf der Dracheninsel selbst von Aslan erlöst. Im Film aber wird er erst am Schluss des Abenteuers wieder zum Menschen.
- Der altersschwache Drache, dem Eustachius auf der Dracheninsel beim Sterben zusieht und bei dem es sich wahrscheinlich um Lord Octesian handelt, kommt im Film nicht vor. Im Film findet Kaspian die sterblichen Überreste sowie den Siegelring des verschollenen Lords im Drachenhort.
- Ein weiterer Unterschied ist, dass im Buch die Wasserschlange zufälligerweise zwischen der Dracheninsel und der Todeswasserinsel auftaucht. Hier taucht sie auf, als Edmund auf der dunklen Insel an sie denkt und dort Albträume wahr werden.
- Kaspian fährt im Buch die letzte Strecke in das Land Aslans nicht mit. Außerdem wird ihm, laut Vorlage, von Aslan befohlen, nicht in sein Land weiterzugehen. Hier aber entscheidet es der König selbst.
- Das Süßwasservolk gegen Ende des Buches kommt im Film nicht vor.
- Im Buch tritt der alte Stern Ramandu persönlich in Erscheinung, im Film wird nur von seiner Tochter erwähnt, dass er der Herr der Insel des Sterns ist. Ramandu selbst kommt nicht vor.
- Im Film wird nicht erwähnt, dass der Zauberer Coriakin ein gefallener Stern ist.
- Am Ende des Buches heiratet Kaspian die Tochter des Sterns, dies kommt im Film nicht vor.

## Hintergrundinformationen

### Produktion
Die Dreharbeiten des Films wurden zu Beginn von einem Wechsel des Produktionsstudios überschattet. Walt Disney Pictures, bisheriger Produzent der Chroniken von Narnia, wollte den Etat auf 100 Millionen Dollar beschränken, Walden Media kalkulierte mit 140 Millionen Dollar. Diese sowie weitere Differenzen waren ausschlaggebend, dass Disney im Dezember 2008 bekannt gab, den dritten Teil nicht mit zu produzieren. Anfang Januar 2009 ersetzte Walden Media Disney durch 20th Century Fox.
Die Dreharbeiten begannen Ende Juli 2009 und fanden ausschließlich im australischen Bundesstaat Queensland statt. Geplante Aufnahmen in Mexiko – hier hätten die Szenen an Bord der Morgenröte im selben Wassertank inszeniert werden sollen wie jene 1997 in Titanic – mussten auf Grund der Sicherheitslage in Baja California gestrichen werden. Die Dreharbeiten endeten im November 2009.
Neben Regisseur Andrew Adamson, der durch Michael Apted ersetzt wurde, wurden auch zahlreiche andere Führungspositionen des Teams, darunter der Kameramann Karl Walter Lindenlaub, Komponist Harry Gregson-Williams und Filmeditor Sim Evan-Jones ausgewechselt.
Die markanteste Veränderung zu Teil zwei fand jedoch in der Besetzung statt. Der britische Schauspieler Eddie Izzard, der in Teil zwei der Maus Riepischiep seine Stimme geliehen hatte, wurde ohne Angabe von Gründen durch seinen Landsmann Simon Pegg ersetzt.
Der erste Trailer zum Film wurde im Vorprogramm des Films Toy Story 3 am 17. Juni 2010 veröffentlicht.
Die Musik stammt von Two Steps from Hell.

### Soundtrack
Der Soundtrack zum Film wurde am 7. Dezember 2010 auf CD veröffentlicht. Neben 30 Musiktiteln verfügt der Film auch über zwei Filmsongs. Der erste Song There’s a Place for Us wird – was selten vorkommt – von verschiedenen Künstlern weltweit gesungen. Für den US-amerikanischen Markt singt ihn die Sängerin Carrie Underwood. In Schweden singt den Song die Boyband E.M.D. und in Italien das Duo Sonohra. Für den deutschsprachigen Raum präsentiert die österreichische Sängerin Victoria S den Song.
Der zweite Song ist die Ballade Someone Wake Me Up, gesungen vom britischen Sänger Joe McElderry, dem Gewinner der 6. Staffel von The X Factor. Da dieser Song weltweit vom selben Künstler zu hören ist, ist er der eigentlich offizielle Song zum Film.

## Erfolg
Zwar konnte Die Reise auf der Morgenröte am ersten Wochenende 24,5 Millionen Dollar an Einspielergebnissen erzielen und auf Platz 1 der US-amerikanischen Kinocharts gelangen, dennoch lagen die Einnahmen deutlich unter den ersten beiden Teilen Der König von Narnia (65,5 Millionen Dollar am ersten Wochenende) und Prinz Kaspian von Narnia (55 Millionen Dollar).
In den rund 18 Wochen, die der Film bis zum 14. April in internationalen Kinos war, hat der Film bei einem Budget von ca. 140 bis 155 Millionen US-Dollar knapp 416 Millionen US-Dollar eingespielt.
Aufgrund des internationalen Erfolges des Films ist ein weiterer Narnia-Film geplant. Entgegen landläufiger Annahmen wird aber nicht der nächste Teil der Erzählreihenfolge Der silberne Sessel adaptiert, sondern der erste Teil der Erzählreihenfolge Das Wunder von Narnia. Da aber im Herbst 2011 der Vertrag von Walden Media mit C. S. Lewis auslief, war die Möglichkeit eines weiteren Films lange Zeit nicht mehr gegeben. Im Oktober 2013 wurde jedoch bekannt, dass auch die Produktion einer Verfilmung des sechsten Buches anliefe und diese den Namen The Chronicles of Narnia: The Silver Chair (Die Chroniken von Narnia: Der silberne Sessel) trage.

## Deutsche Synchronsprecher
Die Synchronsprecher für die deutsche Fassung waren:
| Rolle                        | Schauspieler         | Synchronsprecher         |
| Hauptrollen                  | Hauptrollen          | Hauptrollen              |
| ---------------------------- | -------------------- | ------------------------ |
| König Kaspian X.             | Ben Barnes           | Hubertus von Lerchenfeld |
| Lucy Pevensie                | Georgie Henley       | Leslie-Vanessa Lill      |
| Edmund Pevensie              | Skandar Keynes       | Tobias John von Freyend  |
| Eustachius Knilch            | Will Poulter         | Henry Engels             |
| Besatzung der Morgenröte     |                      |                          |
| Riepischiep (Maus)           | Simon Pegg (Stimme)  | Axel Malzacher           |
| Drinian                      | Gary Sweet           | Dirk Galuba              |
| Tavros (Minotaurus)          | Shane Rangi          | Thomas Rauscher          |
| Rynelf                       | Tony Nixon           | Philipp Brammer          |
| Die sieben Lords             |                      |                          |
| Bern                         | Terry Norris         | Osman Ragheb             |
| Rhoop                        | Bruce Spence         | Willi Röbke              |
| Bewohner der ersten Insel    |                      |                          |
| Gael                         | Arabella Morton      | Isabelle Rauscher        |
| Rhince                       | Arthur Angel         | Pascal Breuer            |
| Sklavenhalter                | Colin Moody          | Andreas Borcherding      |
| Bewohner von Coriakins Insel |                      |                          |
| Coriakin (Zauberer)          | Bille Brown          | Erich Ludwig             |
| Erster Tölpelbeiner          | Roy Billing          | Hartmut Neugebauer       |
| Zweiter Tölpelbeiner         | Neil Young           | Kai Taschner             |
| Dritter Tölpelbeiner         | Greg Poppleton       | Gudo Hoegel              |
| Vierter Tölpelbeiner         | Nicholas Neild       | Uwe Kosubek              |
| Fünfter Tölpelbeiner         |                      | Paul Sedlmeir            |
| Sechster Tölpelbeiner        |                      | Thomas Wenke             |
| Begegnungen am Ende der Welt |                      |                          |
| Aslan (Löwe)                 | Liam Neeson (Stimme) | Thomas Fritsch           |
| Lilliandil (Stern)           | Laura Brent          | Tatjana Pokorny          |
| Der grüne Nebel              |                      |                          |
| Weiße Hexe Jadis             | Tilda Swinton        | Carin C. Tietze          |
| König Kaspian IX.            | Nathaniel Parker     | Ralph Schicha            |
| Alane                        | Rachel Blakely       | Uta Zaradic              |
| Reale Welt                   |                      |                          |
| Susan Pevensie               | Anna Popplewell      | Marieke Oeffinger        |
| Peter Pevensie               | William Moseley      | Johannes Wolko           |
| Junge am Schalter            | Daniel Poole         | Alex Turrek              |

## Kritiken
kino.de schreibt über den Film: „Das ereignisreiche Abenteuer in 3D ist ein überwältigendes visuelles Erlebnis. […] Die Möglichkeiten der digitalen Animation, der Reichtum an Spezial- und stereoskopischen Effekten […] brauchen wiederum die überbordende Fantasie, die unbegrenzten Vorstellungswelten echter Geschichtenerzähler, um ihre Wirkung entfalten zu können. […] Die Computereffekte und die Aufnahmen vor echter Naturkulisse gehen dabei oft Hand in Hand, wie auch den Realfiguren und den Tier- und Fabelwesen in den Narnia-Filmen ein harmonisches Miteinander gelingt. Die visuelle Bearbeitung erschafft eine Atmosphäre, die sowohl abenteuerlich, als auch entrückt wirkt. […] Fazit: Die fantastische Abenteuergeschichte von C.S. Lewis entfaltet in diesem Film einen ungeahnten visuellen Zauber.“
Das Filmmagazin Cinema sah in der Fantasysaga eine „effektreiche Kinderbuchverfilmung, die mit viel christlichem Pathos und viel zu wenig Narnia-Magie aufwartet“.

## Auszeichnungen
Nominierungen
- Golden Globe Awards 2011: Bester Filmsong (There’s a Place for Us)

Die Deutsche Film- und Medienbewertung (FBW) zeichnete den Film mit dem Prädikat „wertvoll“ aus.